# Country gótico
Country Gótico (às vezes referido como Gothic Americana, Southern Gothic, The Denver Sound, ou simplesmente Dark Country) é um subgênero da música country enraizado no jazz, gospel, americana, rock gótico e pós-punk. Suas letras focam em assuntos obscuros. O gênero tem uma cena regional em Denver.

## História
O country gótico está enraizado no jazz, gospel, country, americana, rock gótico e pós-punk. As letras do gênero se concentram em assuntos macabros e sombrios. JD Wilkes, vocalista da banda Legendary Shack Shakers, descreveu o country gótico como "[tomando] um ângulo de que há algo grotesco e belo nas tradições do sul, o pano de fundo da vida sulista." 
O Slim Cessna's Auto Club, formado em 1992, frequentemente lida com temas líricos derivados de imagens religiosas apocalípticas, aplicando uma abordagem lírica gótica a canções country e gospel, embora a banda tenha negado que suas canções sejam góticas. No ano seguinte, formou-se o grupo country gótico The Handsome Family; Andy Fyfe, do Mojo, chamou-os de "o fantasmagórico Sonny & Cher de Americana". O crítico do AV Club, Christopher Bahn, comparou sua música a "uma colaboração entre Hank Williams e Edgar Allan Poe".
A série American Recordings de Johnny Cash, produzida por Rick Rubin, um produtor mais conhecido por trabalhar com artistas de hip hop e heavy metal, foi descrita como tendo um som e imagem country gótico; em meio a covers de canções de artistas não country, como Depeche Mode, Danzig e Nine Inch Nails, bem como canções tradicionais e da era da Segunda Guerra Mundial, a série de álbuns de Cash liricamente derivada de temas assombrosos e desesperados, como morte e temas religiosos recorrentes na forma de gravações dark gospel.
Uma cena country gótica regional se desenvolveu em Denver.
Apesar de não tocar country gótico, a famosa banda gótica britânica Fields of the Nephilim, fundada em 1984, faz um uso extensivo de imagens ligadas ao mundo do country e do western.